# Lastarriaea ptilota
Lastarriaea ptilota är en slideväxtart som beskrevs av J.L. Reveal. Lastarriaea ptilota ingår i släktet Lastarriaea och familjen slideväxter. Inga underarter finns listade i Catalogue of Life.